# Internazionali di Tennis Città di Trieste
Gli Internazionali di Tennis Città di Trieste sono un torneo professionistico di tennis giocato al Tennis Club Triestino, su campi in terra rossa. Fanno parte del circuito Challenger e si giocano annualmente dal 2020 a Padriciano, quartiere del comune di Trieste, in Italia.

## Albo d'oro

### Singolare
| Anno | Campione                | Finalista              | Punteggio     |
| ---- | ----------------------- | ---------------------- | ------------- |
| 2025 | Matej Dodig             | Thiago Agustín Tirante | 6–3, 6–4      |
| 2024 | Federico Agustín Gómez  | Tomás Barrios Vera     | 6–1, 6–2      |
| 2023 | Hugo Gaston             | Francesco Passaro      | 6–3, 5–7, 6–2 |
| 2022 | Francesco Passaro       | Zhang Zhizhen          | 4–6, 6–3, 6–3 |
| 2021 | Tomás Martín Etcheverry | Thiago Agustín Tirante | 6–1, 6–1      |
| 2020 | Carlos Alcaraz          | Riccardo Bonadio       | 6–4, 6–3      |

### Doppio
| Anno | Campioni                            | Finalisti                                | Punteggio           |
| ---- | ----------------------------------- | ---------------------------------------- | ------------------- |
| 2025 | Jakub Paul Matěj Vocel              | Robin Haase Johannes Ingildsen           | 7–5, 6–1            |
| 2024 | Marco Bortolotti Matthew Romios (2) | Daniel Dutra da Silva Courtney John Lock | 6–2, 7–6(6)         |
| 2023 | Matthew Romios (1) Jason Taylor     | Marco Bortolotti Andrea Pellegrino       | 4–6, 7–5, [10–6]    |
| 2022 | Diego Hidalgo Cristian Rodríguez    | Marco Bortolotti Sergio Martos Gornés    | 4–6, 6–3, [10–5]    |
| 2021 | Orlando Luz Felipe Meligeni Alves   | Antoine Hoang Albano Olivetti            | 7–5, 6(6)–7, [10–5] |
| 2020 | Ariel Behar Andrej Golubev          | Hugo Gaston Tristan Lamasine             | 6–4, 6–2            |